# Tantalite-(Mg)
La tantalite-(Mg) (simbolo IMA: Ttl-Mg) è un minerale del gruppo della columbite-euxenite (sottogruppo della columbite) con composizione chimica (Mg,Fe2+)(Ta,Nb)2O6; prima del 2008 era conosciuto come magnesiotantalite.

## Etimologia e storia
La tantalite-(Mg) è la varietà magnesio-dominante della tantalite-(Fe) (dominata dal ferro) e della tantalite-(Mn) (dominata dal manganese).
Il nome tantalite è stato dato da Anders Gustaf Ekeberg che lo scelse in nome della figura mitologica greca Tantalo:
(Anders Gustaf Ekeberg: Kongl. I nuovi documenti dell'Accademia delle Scienze, vol. 23)

## Classificazione
Nella nona edizione della sistematica dei minerali secondo Strunz la tantalite-(Mg) è elencata nella classe "4. Ossidi (idrossidi, V[5,6] vanadati, arseniti, antimoniti, bismutiti, solfiti, seleniti, telluriti, iodati)" e da lì nella sottoclasse "4.D Metallo:Ossigeno = 1:2 e simili"; questa è ulteriormente suddivisa in base alla composizione del minerale, in modo che esso possa essere trovato nella sezione "4.DB Con cationi di media dimensione; catene di ottaedri che condividono uno spigolo" dove è elencato insieme a qitianlingite, columbite-(Fe), columbite-(Mg), columbite-(Mn), tantalite-(Fe) e tantalite-(Mn), con le quali forma il sistema nº 4.DB.35.
Nella Sistematica dei lapis (Lapis-Systematik) di Stefan Weiß, la tantalite-(Mg) è classificata nella famiglia degli "ossidi" e poi nella sottofamiglia degli "ossidi con rapporto metallo:ossigeno = 1:2 (MO2 e composti correlati)" dove forma il "gruppo della columbite" con il sistema nº IV/D.18.
Nella classificazione dei minerali secondo Dana la tantalite-(Mg) si trova nella classe degli "ossidi multipli con Nb, Ta e Ti" e da lì nella sottoclasse "ossidi multipli con Nb, Ta e Ti dove A(B2O6)" dove forma la "serie della tantalite-columbite" con il nº 08.03.02.

## Abito cristallino
La tantalite-(Mg) cristallizza nel sistema ortorombico nel gruppo spaziale Pbcn (gruppo nº 60) con i parametri reticolari a = 14,355(2) Å, b = 5,735(1) Å, c = 5,058(1) Å e con 4 unità di formula per cella unitaria.

## Origine e giacitura
La tantalite-(Mg) è stata rinvenuta su cristalli di tantalite-(Mn) in pegmatite di granito profondamente desilicata, si trova associata a tantalite-(Fe), columbite-(Fe), microlite e calcite.
La tantalite-(Mg) è un minerale estremamente raro ed è stato rinvenuto solo in due siti: nel distretto di Rezhevsky nell'Oblast' di Sverdlovsk e nel distretto di Ratnapura nello Sri Lanka.